# Кровавое воскресенье в Марбурге

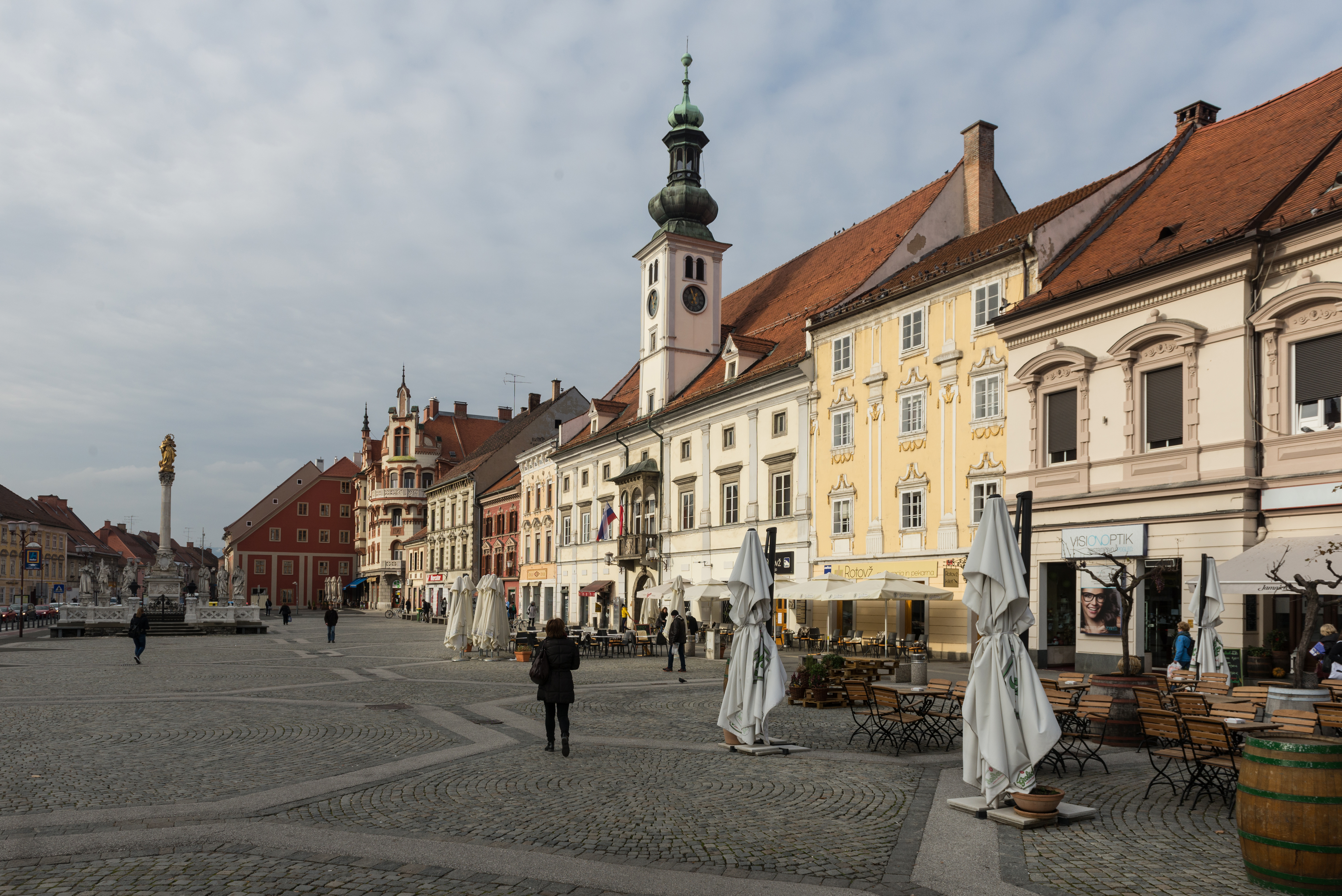
Главная площадь Марибора, где состоялись события Кровавого воскресенья (2015)

Кровавое воскресенье в Марбурге (словен. Mariborska krvava nedelja, нем. Marburger Blutsonntag) — название массового убийства, которое произошло в понедельник, 27 января 1919 года, в городе Марибор на территории современной Словении. Во время акции протеста в центре города солдаты из армии Королевства сербов, хорватов и словенцев под командованием словенского офицера Рудольфа Майстера убили от 9 до 13 мирных жителей немецкого происхождения, ранив ещё 60 человек. Оценки потерь различаются между словенскими и австрийскими источниками.